# Macrolenes dentipes
Macrolenes dentipes је врста тврдокрилца из породице буба листара (Chrysomelidae).

## Опис
Инсект је дуг 4,5–7,5 mm. Покрилца су оранж, разлика у боји према боји пронотума је знатно мања него код сличне врсте Tituboea macropus.

## Распрострањење
Живи у топлијем, јужном делу Европе. Нема је ни у Средњој ни у Северној Европи. Како се овај инсект обично налази уз обале мора, налази у Србији су малобројни, недовољни за дефинисање распрострањења ове врсте у земљи.